# فلورانسیا حبیف
فلورانسیا حبیف (انگلیسی: Florencia Habif؛ زادهٔ ۲۲ اوت ۱۹۹۳) بازیکن هاکی روی چمن اهل آرژانتین است.